# Кор Брасем
Кор Брасем (нід. Cor Braasem, 15 травня 1923 — 14 лютого 2009) — нідерландський ватерполіст.
Учасник Олімпійських Ігор 1948, 1952 років.
Чемпіон Європи з водних видів спорту 1950 року.
Бронзовий призер Олімпійських ігор 1948 року.